# Saint-Placide
Saint-Placide – stacja linii nr 4 metra  w Paryżu. Stacja znajduje się w 6. dzielnicy Paryża.  Została otwarta 9 stycznia 1910 r.